# Haute-Épine
Haute-Épine est une commune française située dans le département de l'Oise, en région Hauts-de-France.

## Géographie

### Description

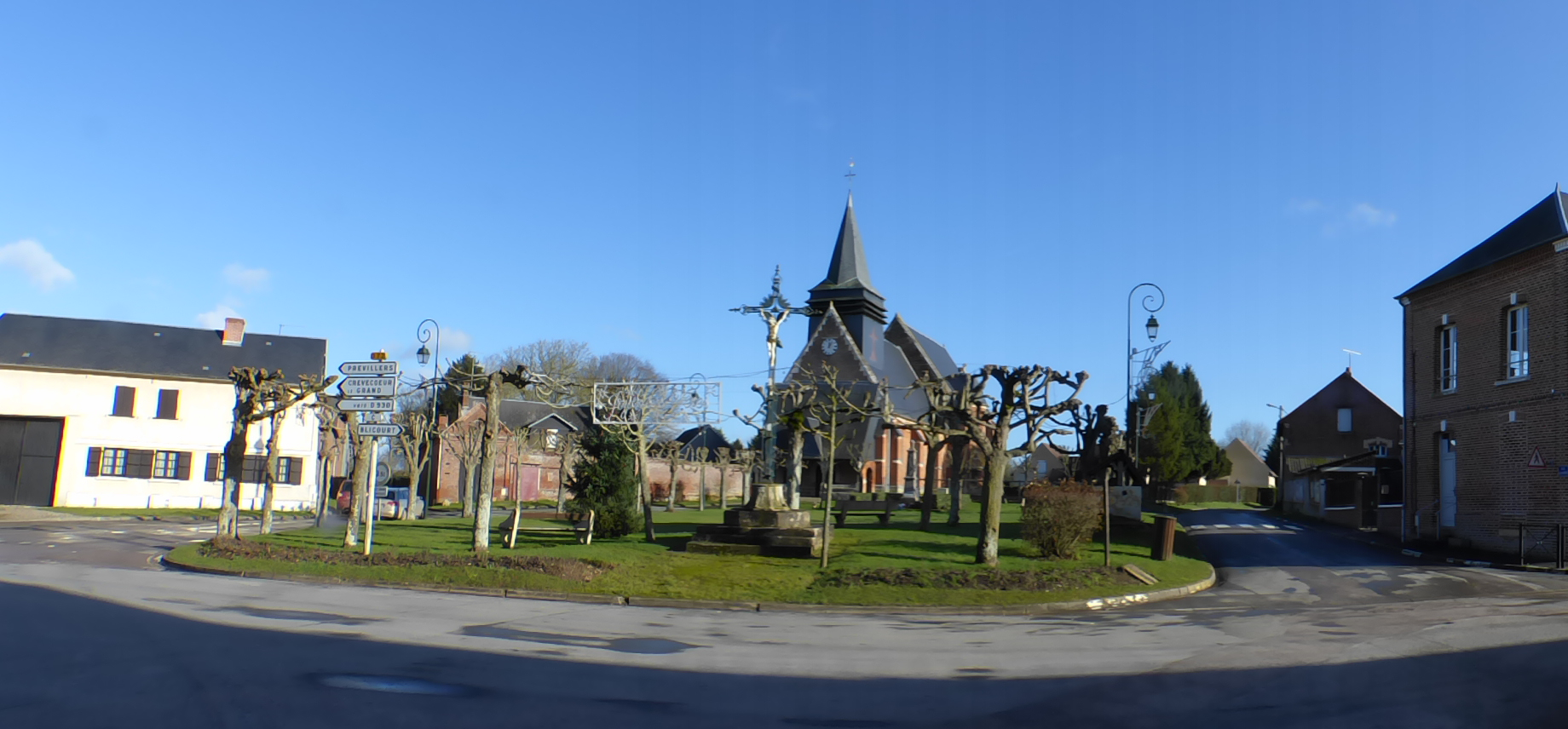
Vue panoramique de la place du village.

Haute-Epine est un village rural du Beauvaisis dans l'Oise jouxtant Marseille-en-Beauvaisis et situé à 18 km à vol d'oiseau au nord de Beauvais, 67 km à l'ouest de Rouen et à 40 km au sud-ouest d'Amiens, et est desservi par l'ancienne route nationale 30 actuelle RD 930 qui la relie à Marseille-en-Beauvaisis et Gournay-en-Bray, à l'ouest, et Crèvecœur-le-Grand et Montdidier, à l'est.
La commune est située en  lisière de la forêt domaniale de Malmifait.
Le sentier de grande randonnée GR 125 tangente au sud le territoire communal.
Louis Graves indiquait en 1833 que « Le chef-lieu de cette commune consiste en une très-longue rue que traversait la route de Beauvais à Calais avant rétablissement
de la nouvelle route par Marseille. Le village est bâti dans une vaste plaine dépourvue d'eau courante ».

### Communes limitrophes
Les communes limitrophes sont  Achy, Blicourt, La Neuville-sur-Oudeuil, Lihus, Marseille-en-Beauvaisis, Prévillers et Rothois.
| Rothois                 | Prévillers              | Lihus    |
| Marseille-en-Beauvaisis | Haute-Épine             |          |
| Achy                    | La Neuville-sur-Oudeuil | Blicourt |

### Hydrographie
La commune est située dans le bassin Seine-Normandie. Elle n'est drainée par aucun cours d'eau,.

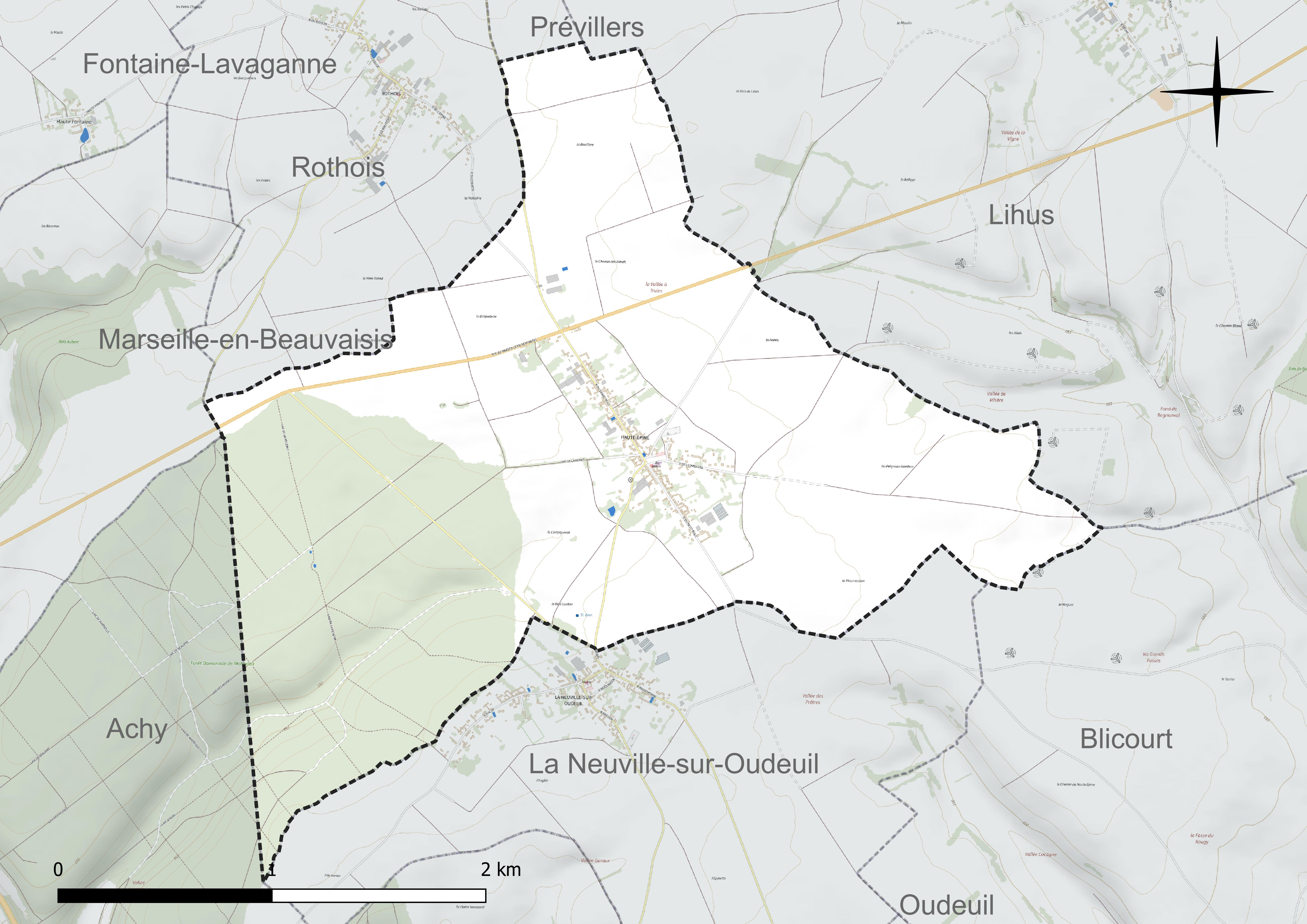
Réseau hydrographique de Haute-Épine.

### Climat
Pour des articles plus généraux, voir Climat des Hauts-de-France et Climat de l'Oise.
En 2010, le climat de la commune est de type climat océanique dégradé des plaines du Centre et du Nord, selon une étude du CNRS s'appuyant sur une série de données couvrant la période 1971-2000. En 2020, Météo-France publie une typologie des climats de la France métropolitaine dans laquelle la commune est exposée à un climat océanique et est dans la région climatique Nord-est du bassin Parisien, caractérisée par un ensoleillement médiocre, une pluviométrie moyenne régulièrement répartie au cours de l'année et un hiver froid (3 °C).
Pour la période 1971-2000, la température annuelle moyenne est de 10 °C, avec une amplitude thermique annuelle de 14 °C. Le cumul annuel moyen de précipitations est de 797 mm, avec 12,1 jours de précipitations en janvier et 8,7 jours en juillet. Pour la période 1991-2020, la température moyenne annuelle observée sur la station météorologique la plus proche, située sur la commune de Saint-Arnoult à 15 km à vol d'oiseau, est de 10,4 °C et le cumul annuel moyen de précipitations est de 797,2 mm,. Pour l'avenir, les paramètres climatiques de la commune estimés pour 2050 selon différents scénarios d'émission de gaz à effet de serre sont consultables sur un site dédié publié par Météo-France en novembre 2022.

### Milieux naturels et biodiversité
Les enfants  de CE1 et CE2  de l'école de Haute-épine  ont planté en novembre 2016 des charmilles et troène commun dans un champ situé derrière le cimetière de Haute-épine, lançant symboliquement  le coup d'envoi de l'opération de réhabilitation des haies, lancée à l'initiative de la  (CCPV), qui doit en deux ans reconstituer quinze kilomètres de haies plantées sur des terrains municipaux, dans trente-quatre communes, afin de favoriser la biodiversité et les inondations et coulées de boue en cas de fortes précipitations,.

## Urbanisme

### Typologie
Au 1er janvier 2024, Haute-Épine est catégorisée commune rurale à habitat dispersé, selon la nouvelle grille communale de densité à sept niveaux définie par l'Insee en 2022.
Elle est située hors unité urbaine. Par ailleurs la commune fait partie de l'aire d'attraction de Beauvais, dont elle est une commune de la couronne,. Cette aire, qui regroupe 162 communes, est catégorisée dans les aires de 50 000 à moins de 200 000 habitants,.

### Occupation des sols

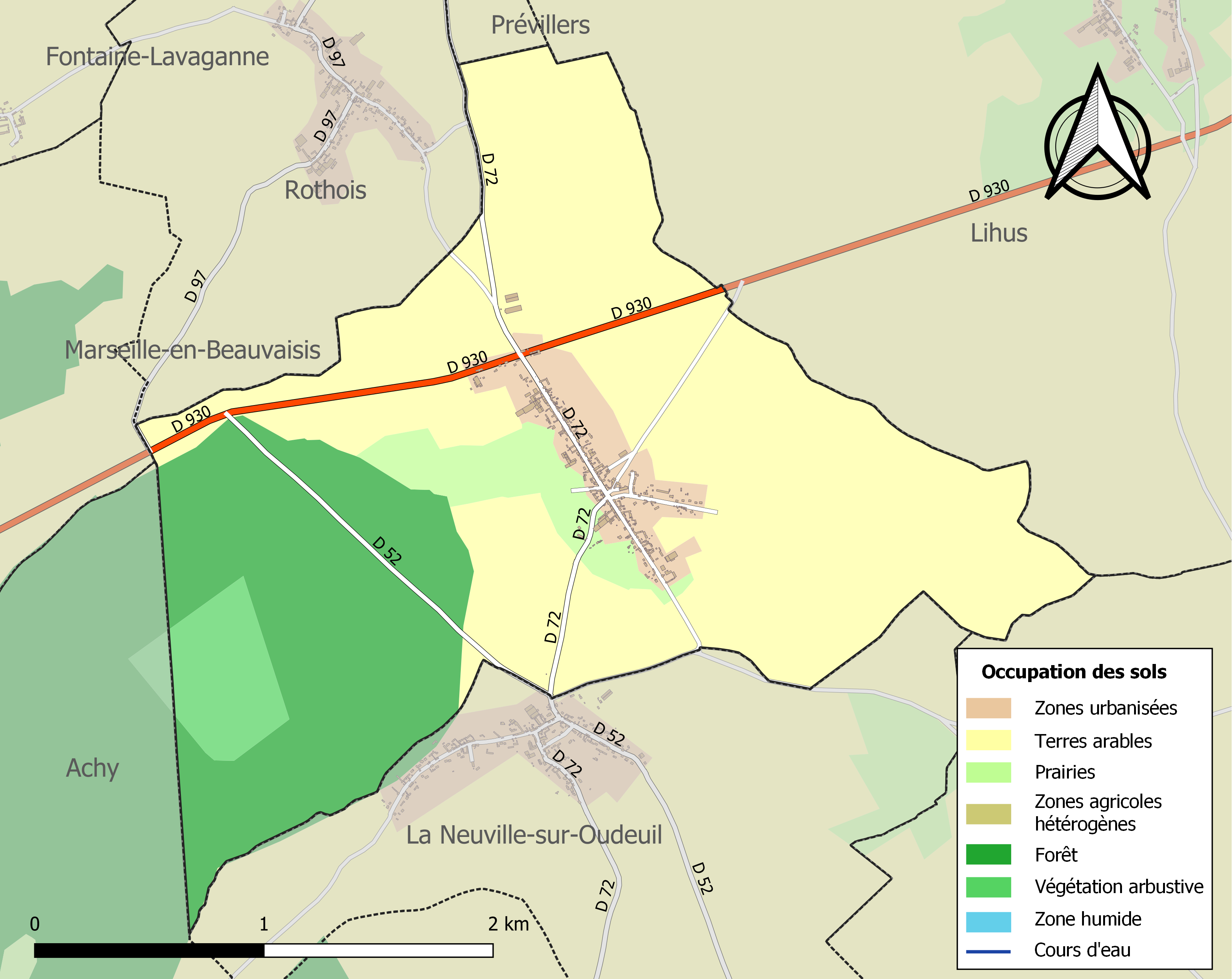
Carte des infrastructures et de l'occupation des sols de la commune en 2018 (CLC).

L'occupation des sols de la commune, telle qu'elle ressort de la base de données européenne d'occupation biophysique des sols Corine Land Cover (CLC), est marquée par l'importance des territoires agricoles (65,1 % en 2018), en diminution par rapport à 1990 (66,3 %). La répartition détaillée en 2018 est la suivante : 
terres arables (60,5 %), forêts (25,3 %), zones urbanisées (5,7 %), prairies (4,6 %), milieux à végétation arbustive et/ou herbacée (4 %). L'évolution de l'occupation des sols de la commune et de ses infrastructures peut être observée sur les différentes représentations cartographiques du territoire : la carte de Cassini (XVIIIe siècle), la carte d'état-major (1820-1866) et les cartes ou photos aériennes de l'IGN pour la période actuelle (1950 à aujourd'hui).

### Habitat et logement
En 2018, le nombre total de logements dans la commune était de 121, alors qu'il était de 117 en 2013 et de 113 en 2008.
Parmi ces logements, 88,4 % étaient des résidences principales, 6,6 % des résidences secondaires et 5 % des logements vacants. Ces logements étaient pour 99,2 % d'entre eux des maisons individuelles et pour 0,8 % des appartements.
Le tableau ci-dessous présente la typologie des logements à Haute-Épine en 2018 en comparaison avec celle de l'Oise et de la France entière. Une caractéristique marquante du parc de logements est ainsi une proportion de résidences secondaires et logements occasionnels (6,6 %) supérieure à celle du département (2,5 %) mais inférieure  à celle de la France entière (9,7 %). Concernant le statut d'occupation de ces logements, 86 % des habitants de la commune sont propriétaires de leur logement (83,3 % en 2013), contre 61,4 % pour l'Oise et 57,5 % pour la France entière.
| Typologie                                               | Haute-Épine | Oise | France entière |
| ------------------------------------------------------- | ----------- | ---- | -------------- |
| Résidences principales (en %)                           | 88,4        | 90,4 | 82,1           |
| Résidences secondaires et logements occasionnels (en %) | 6,6         | 2,5  | 9,7            |
| Logements vacants (en %)                                | 5           | 7,1  | 8,2            |

### Voies de communication et transports
La commune est desservie, en 2023, par les lignes 614, 616, 6103, 6104 et 6113 du réseau interurbain de l'Oise.

### Énergie
En 2008, la majorité du conseil municipal a rejeté l'ambitieux schéma territorial éolien de la communauté de communes de la Picardie verte (CCPV), qui prévoyait la possibilité d'implanter soixante-dix éoliennes sur l'ensemble du territoire communautaire, dans la foulée des actions de l'Apeche (Association pour la préservation de l'environnement et du charme de Haute-Epine), créée en 2004 contre le projet de construction de cinq éoliennes à Lihus. L'Apeche poursuit ses actions en 2011 contre un nouveau projet d'implantation de dix éoliennes supplémentaires à Lihus et Blicourt.

## Toponymie
Haute-Épine fut autrefois appelée Hautespine, Haultespine, Haubespine, Spinetum (= lieu planté d'épines), ou bien encore Alta-Spina en 1230
Haute-Épine doit sans doute son nom à l'origine aux plantes épineuses de haute taille, plus particulièrement à l'aubépine, dont on trouve encore beaucoup de spécimens, et notamment dans les tours de ville[réf. nécessaire].

## Histoire

### Moyen Âge
La paroisse de Haute-Epine est créée en 1364 à la demande de l'Abbé de Beaupré, qui détenait le pouvoir de nommer le curé.
À l'ouest du village, se trouvait alors la ferme de Woimaison, appelée autrefois Waimaison, Ouaymaison, ou bien encore Oye-Maison. Elle est léguée en 1140 à l'abbaye de Beaupré (à Achy) par Hugues Marlet. Il y avait dans cette ferme une maison abbatiale qui servit de refuge au prieur lors d'inondations catastrophiques du Thérain en 1671 et une chapelle, selon les privilèges de l'ordre de Cîteaux, qui donnaient aux fermiers de ce lieu le droit d'avoir une chapelle particulière. Aujourd'hui, il existe encore quelques ruines de ce lieu historique.
La présence de coquilles décorant l'église Saint-Mathurin laisse penser qu'elle se trouvait sur l'un des chemins de Saint-Jacques-de-Compostelle.
Le village d'Orvillers  dépendait autrefois d'Haute-Epine.

### Temps modernes
Une rumeur indique que François Ier aurait épousé sa favorite Anne de Pisseleu en l'église de Haute-Épine.
Le roi Louis XIV, se rendant à Calais, est passé avec sa suite à Haute-Epine après un arrêt à Oudeuil. En effet, à cette époque, la route de Beauvais à Calais passait par le village.

### Révolution française et Empire
Une grande Fête de la Fédération est organisée le 14 juillet 1790 à Haute-Épine, et est fréputée avoir été un modèle du genre. Le registre des délibérations de l'Assemblée municipales de Haute-Epine en rend largement compte.

### Époque contemporaine
Le territoire de la commune abrite la forêt de Malmifait, autrefois appelée Malmifay, Malfay ou bien encore Malmifay. Cette forêt semble avoir accueilli un lieu habité. Monsieur Desmarets, ancien curé de Saint-Valère à Paris, né à Haute-Epine, avait fondé en 1820 une maison destinée à l'éducation des filles dans laquelle trois religieuses de Saint-André donnaient des soins gratuits aux filles de la commune.
En 1833, on trouvait dans le territoire communal un four à chaux, une briqueterie, un moulin à vent et les habitants fabriquaient beaucoup de bonneterie de laine. D'après un cadastre (daté des environs de 1900), on peut supposer que le moulin se trouvait juste à l'endroit où se trouve l'entrée de Rothois aujourd'hui. De même, la briqueterie devait se trouver dans le champ aujourd'hui cultivé, qui se trouve à côté de l'herbage lui-même accolé au gîte. Elle devait donner sur le tour de ville. En 1900 on y trouvait encore trois cafés.
Le village était jadis spécialisé dans le commerce des étoffes produites dans la campagne voisine, expédiées vers Rouen ou Paris ; anciennes briqueteries au XVIIIe siècle.

## Politique et administration

### Rattachements administratifs et électoraux

#### Rattachements administratifs
La commune se trouve dans l'arrondissement de Beauvais du département de l'Oise.
Elle faisait partie depuis 1793 du canton de Marseille-en-Beauvaisis. Dans le cadre du redécoupage cantonal de 2014 en France, cette circonscription administrative territoriale a disparu, et le canton n'est plus qu'une circonscription électorale.

#### Rattachements électoraux
Pour les élections départementales, la commune fait partie depuis 2014 du canton de Grandvilliers
Pour l'élection des députés, elle fait partie depuis 1986 de la première circonscription de l'Oise.

### Intercommunalité
La commune est membre depuis 1997 de la communauté de communes de la Picardie verte (CCPV), un établissement public de coopération intercommunale (EPCI) à fiscalité propre créé en 1995 et auquel la commune a transféré un certain nombre de ses compétences, dans les conditions déterminées par le code général des collectivités territoriales.
Elle succède à plusieurs SIVOM, dont celui de Marseille-en-Beauvaisis, créé en 1965.

### Liste des maires
| Période                                  | Période                   | Identité                        | Étiquette | Qualité                                                                                  |
| ---------------------------------------- | ------------------------- | ------------------------------- | --------- | ---------------------------------------------------------------------------------------- |
| Les données manquantes sont à compléter. |                           |                                 |           |                                                                                          |
| 1790                                     | 1791                      | Jean François Joseph Prévost    |           |                                                                                          |
| 1791                                     | 1792                      | Lucien Jean Baptiste Lardenois  |           |                                                                                          |
| 1792                                     | 1803                      | Nicolas Morel                   |           |                                                                                          |
| 1803                                     | 1813                      | Antonin François Dauthuille     |           |                                                                                          |
| 1813                                     | 1862                      | Antoine Eloy Prévost            |           |                                                                                          |
| 1862                                     | 1918                      | Jean-Baptiste Constant Delannoy |           |                                                                                          |
| 1918                                     | 1925                      | Charles Seignier                |           |                                                                                          |
| 1925                                     | 1936                      | Adrien Ibert                    |           |                                                                                          |
| 1836                                     | 1848                      | Eugène Dumont                   |           |                                                                                          |
| 1848                                     | 1853                      | Georges Merlin                  |           |                                                                                          |
| 1853                                     | 1858                      | Médéric Seignier                |           |                                                                                          |
| 1958                                     | 1969                      | Gilbert Vadurel                 |           |                                                                                          |
| 1969                                     | 1977                      | Joseph Roose                    |           |                                                                                          |
| 1977                                     | 1983                      | Pierre Paysan Lafosse           |           |                                                                                          |
| 1983                                     | 1995                      | René Mettai                     |           |                                                                                          |
| 1995                                     | 1996                      | Marc Callens                    |           |                                                                                          |
| 1996                                     | 2001                      | Julia Dumont                    |           |                                                                                          |
| mars 2001                                | 2008                      | Victor Salaün                   |           | Employé dans la société Thomson                                                          |
| mars 2008                                | En cours (au 6 juin 2023) | Mme Aleth Beliard               |           | Retraitée, ancienne gestionnaire de ressources humaines Réélue pour le mandat 2020-2026, |

## Équipements et services publics

### Enseignement
Les communes d'Achy, Haute-Épine et de La Neuville-sur-Oudeuil se sont unies dans le cadre d'un regroupement pédagogique intercommunal (RPI) qui scolarise leurs enfants, soit, en 2017-2018, 102 enfants répartis dans une classe à Achy (CM 1 et CM2), une classe à la Neuville-sur-Oudeuil (maternelles 1re et 2e année et deux classes à Haute-Epine (maternelle 3e année, CP, CE1 et CE2.
Chacune des classes a été dotée en 2018 d'un tableau numérique, financé par l'État, la réserve parlementaire du député Olivier Dassault, le département, la coopérative scolaire et le syndicat de communes gérant le RPI.

## Population et société

### Démographie

#### Évolution démographique
L'évolution du nombre d'habitants est connue à travers les recensements de la population effectués dans la commune depuis 1793. Pour les communes de moins de 10 000 habitants, une enquête de recensement portant sur toute la population est réalisée tous les cinq ans, les populations de référence des années intermédiaires étant quant à elles estimées par interpolation ou extrapolation. Pour la commune, le premier recensement exhaustif entrant dans le cadre du nouveau dispositif a été réalisé en 2008.

En 2022, la commune comptait 262 habitants, en évolution de −2,96 % par rapport à 2016 (Oise : +0,87 %, France hors Mayotte : +2,11 %).
| 1793 | 1800 | 1806 | 1821 | 1831 | 1836 | 1841 | 1846 | 1851 |
| ---- | ---- | ---- | ---- | ---- | ---- | ---- | ---- | ---- |
| 816  | 792  | 830  | 718  | 773  | 706  | 625  | 620  | 621  |

| 1856 | 1861 | 1866 | 1872 | 1876 | 1881 | 1886 | 1891 | 1896 |
| ---- | ---- | ---- | ---- | ---- | ---- | ---- | ---- | ---- |
| 548  | 528  | 470  | 449  | 405  | 379  | 316  | 317  | 288  |

| 1901 | 1906 | 1911 | 1921 | 1926 | 1931 | 1936 | 1946 | 1954 |
| ---- | ---- | ---- | ---- | ---- | ---- | ---- | ---- | ---- |
| 270  | 255  | 283  | 265  | 250  | 244  | 219  | 233  | 213  |

| 1962 | 1968 | 1975 | 1982 | 1990 | 1999 | 2006 | 2008 | 2013 |
| ---- | ---- | ---- | ---- | ---- | ---- | ---- | ---- | ---- |
| 208  | 220  | 171  | 167  | 179  | 246  | 282  | 293  | 268  |

| 2018 | 2022 | - | - | - | - | - | - | - |
| ---- | ---- | - | - | - | - | - | - | - |
| 274  | 262  | - | - | - | - | - | - | - |

#### Pyramide des âges
La population de la commune est relativement jeune.
En 2018, le taux de personnes d'un âge inférieur à 30 ans s'élève à 34,3 %, soit en dessous de la moyenne départementale (37,3 %). À l'inverse, le taux de personnes d'âge supérieur à 60 ans est de 24,8 % la même année, alors qu'il est de 22,8 % au niveau départemental.
En 2018, la commune comptait 139 hommes pour 135 femmes, soit un taux de 50,73 % d'hommes, légèrement supérieur au taux départemental (48,89 %).
Les pyramides des âges de la commune et du département s'établissent comme suit.
| Hommes | Classe d’âge | Femmes |
| ------ | ------------ | ------ |
| 0,0    | 90 ou +      | 2,2    |
| 11,5   | 75-89 ans    | 6,7    |
| 13,7   | 60-74 ans    | 15,6   |
| 21,6   | 45-59 ans    | 15,6   |
| 18,7   | 30-44 ans    | 25,9   |
| 14,4   | 15-29 ans    | 13,3   |
| 20,1   | 0-14 ans     | 20,7   |

| Hommes | Classe d’âge | Femmes |
| ------ | ------------ | ------ |
| 0,5    | 90 ou +      | 1,4    |
| 5,5    | 75-89 ans    | 7,6    |
| 15,6   | 60-74 ans    | 16,3   |
| 20,8   | 45-59 ans    | 20     |
| 19,4   | 30-44 ans    | 19,4   |
| 17,6   | 15-29 ans    | 16,2   |
| 20,6   | 0-14 ans     | 19,1   |

## Culture locale et patrimoine

### Lieux et monuments

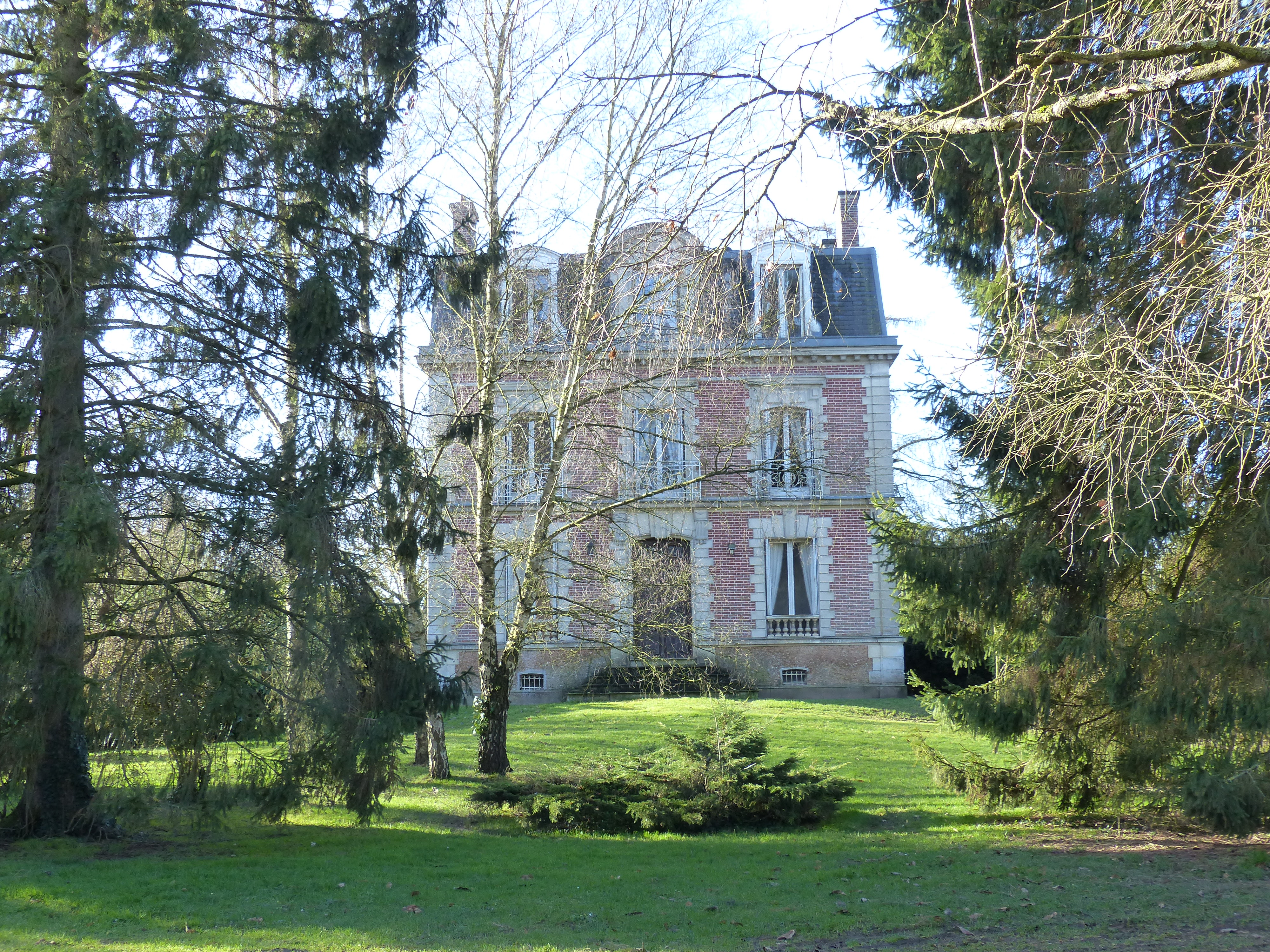
Maison noble, rue du Petit-Bout.

- Église Saint-Mathurin, construite en brique au XVIe siècle et d'un style homogène, fondée à la demande du prieur de l'abbaye de Beaupré en 1364 et agrandie aux environs de 1620 avec la nef actuelle et le porche[18]. Un souterrain l'aurait reliée à l'abbaye[18].

Son plan en longueur associant une nef unique, précédée d'un porche, à un chœur de deux travées terminées par une abside à cinq pans. Une tourelle d'escalier polygonale, contemporaine de l'édifice, fait seule saillie au sud du chœur. Comme cela se faisait souvent à l'époque, le chœur est plus élevé que la nef.
Le chœur reçoit des voûtes d'ogives à la décoration raffinée et orné de pendentifs, et la nef, lambrissée, a sa charpente apparente.
Le porche, dont la petite charpente en berceau datable du XVIe siècle est soutenu par quatre petites colonnes cannelées surmontées d'un chapiteau qui supporte lui-même un élément très volumineux et fortement évasé, qui paraissent un produit du goût baroque du XVIe siècle,sans doute en remploi d'un de l'abbaye, détruite par Édouard III pendant la guerre de Cent Ans.
Sa rénovation a eu lieu en 2016-2017 et a permis de restituer la polychromie en ocre rouge et jaune de faux joints en badigeons à base de chaux, dont des parties datent du XVIIe siècle, et de mettre en lumière les clés de voute tombantes, dont l'une représente saint-Pierre, patron du premier abbé de Beaupré, et une seconde Saint Bernard, fonfdateur de l'Ordre cistercien, ainsi qu'un blason, peut-être d'un prieur, un ange et un visage barbu tourné vers les fidèles. À l'occasion de ces travaux ont été posés des vitraux de la nef qui remplacent ceux détruits lors d'un bombardement de la Seconde Guerre mondiale, inspirés de ceux du chœur, qui sont d'origine.

L'église Saint-Mathurin
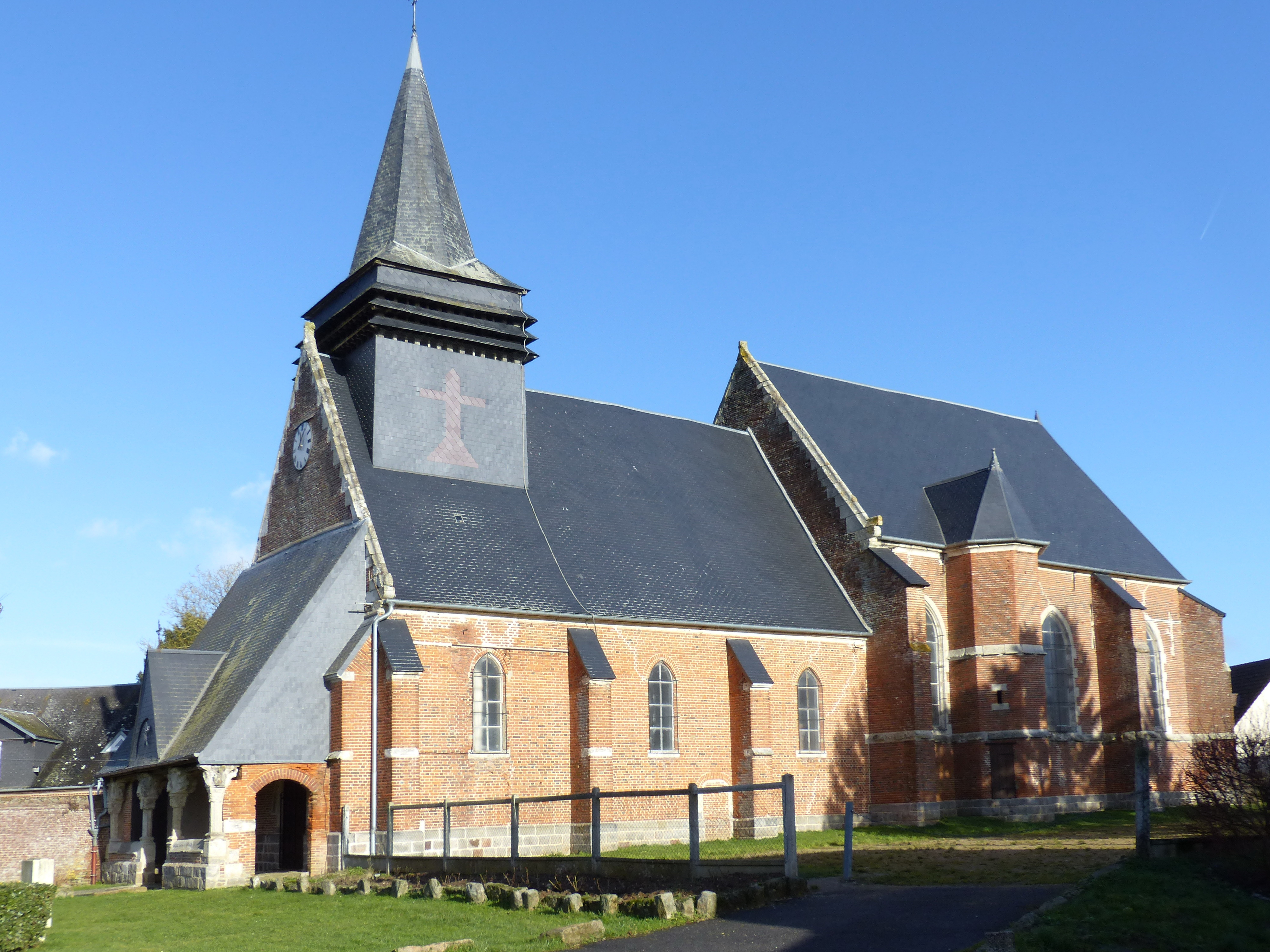
L'église Saint-Mathurin.
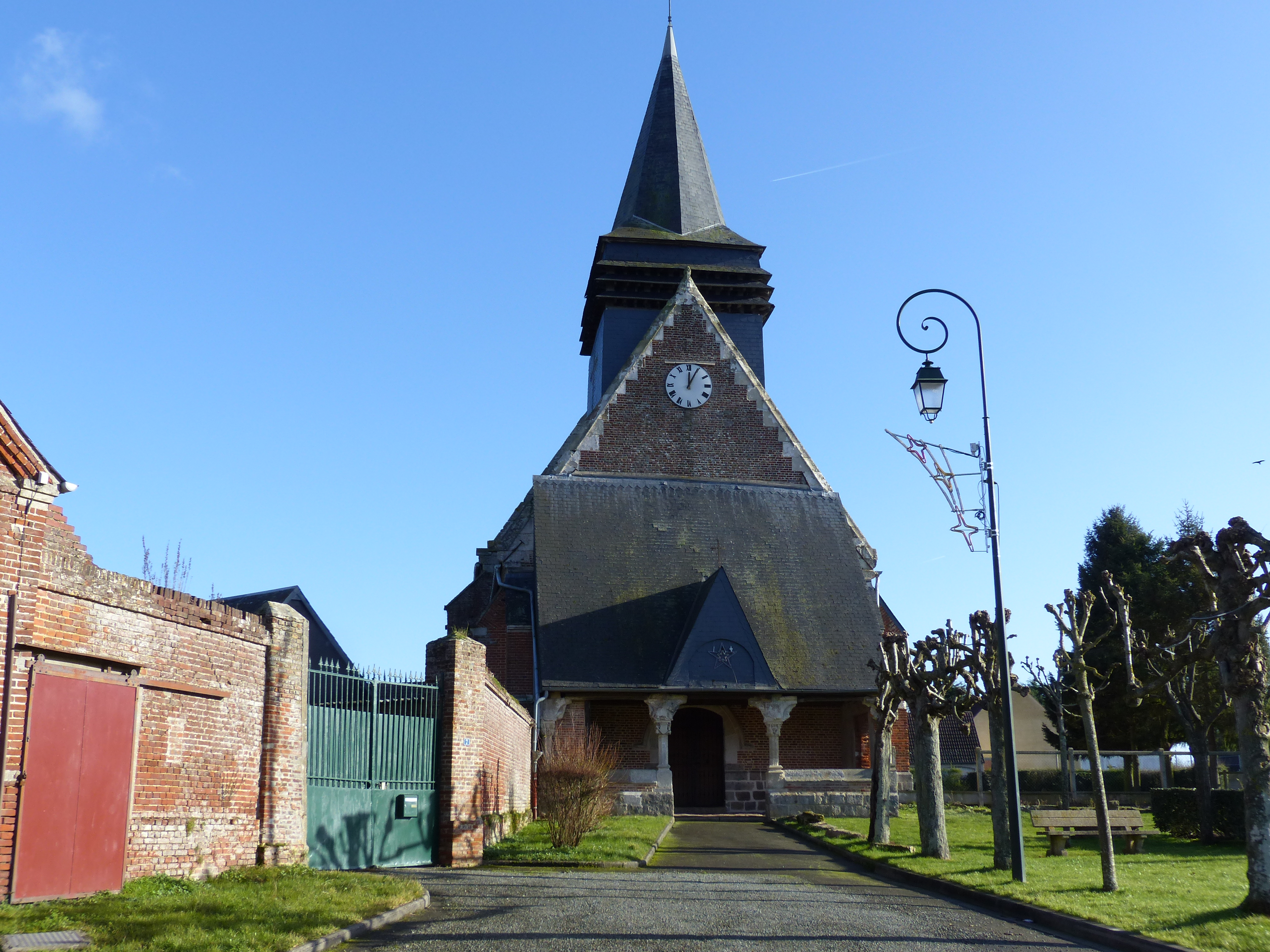
Façade principale
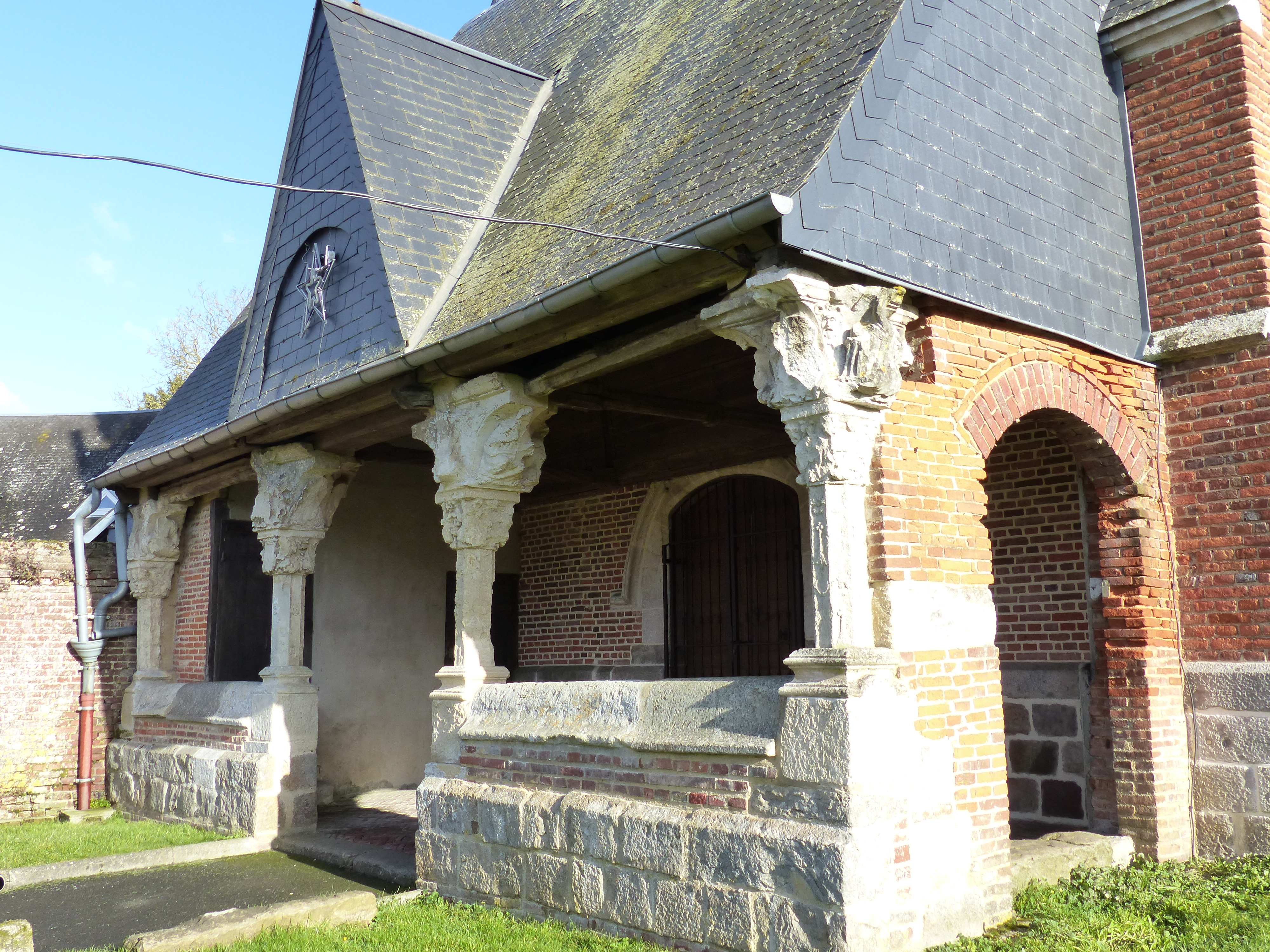
Le porche et ses chapiteaux.

.

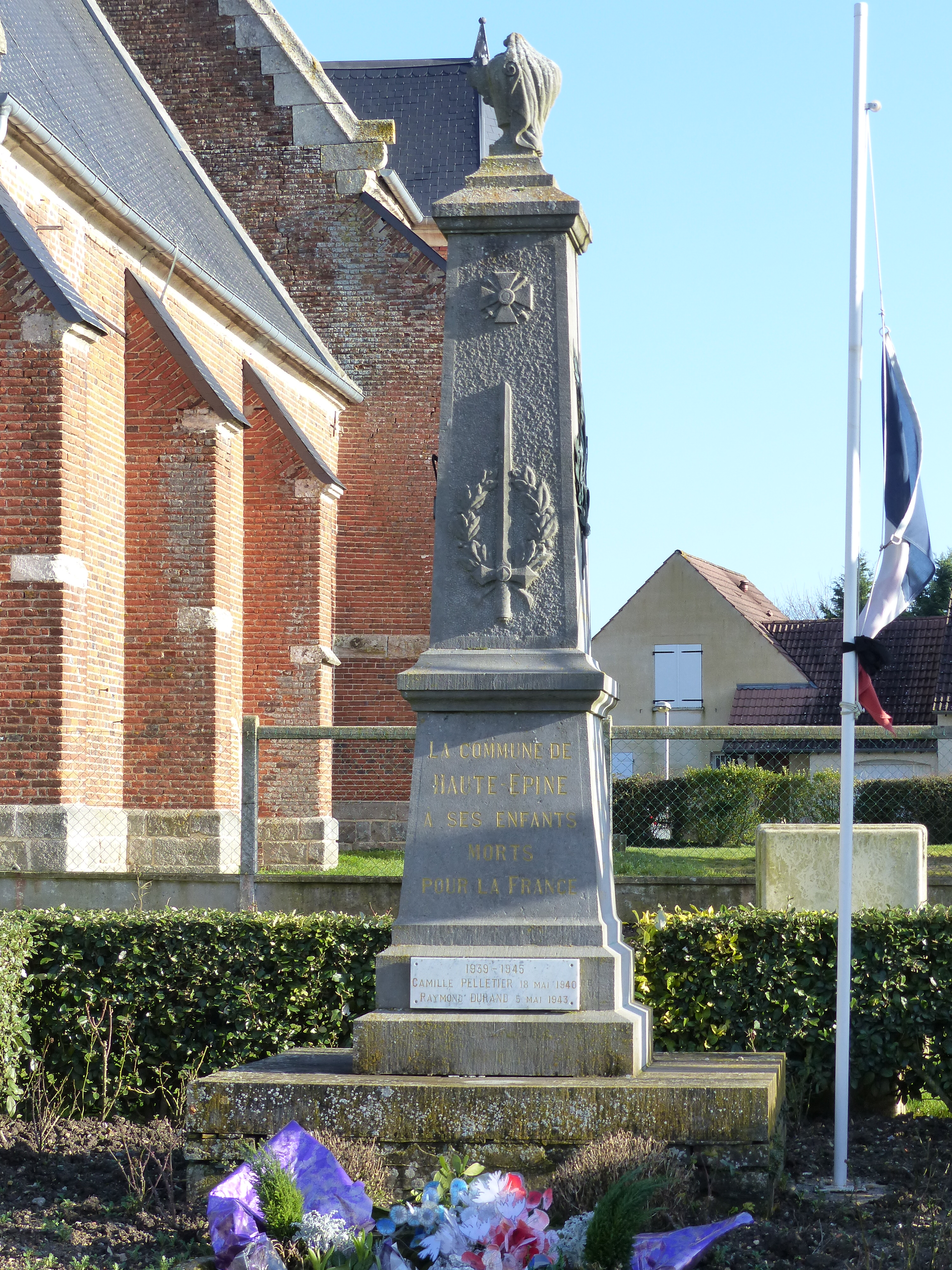
Le monument aux morts.

- Monument aux morts, sur le côté de l'église.
- Maison à pan de bois datée des années 1510-1520, en encorbellement sur la rue, 25, 27 rue du Grand-Bout, inscrite aux Monuments historiques[34].
- Ferme de Woimaison

Ferme en ruine qui est une ancienne propriété de l'abbaye de Beaupré à Achy.